# Jean Spiri
Jean Spiri, né le 4 juin 1982 dans le 15e arrondissement de Paris, est un diplomate, éditeur, militant associatif, et homme politique français.
Normalien, géographe de formation, conseiller de Michel Barnier puis de Xavier Bertrand durant les gouvernements Raffarin III et Villepin, il est successivement élu à Courbevoie (2008-2020) et conseiller régional d'Île-de-France durant le premier mandat de Valérie Pécresse.
Secrétaire général du groupe Editis de 2020 à 2022, Jean Spiri est nommé directeur de cabinet de Brigitte Macron en novembre 2022, fonction qu'il quitte en 2023 avant d’exercer comme diplomate.

## Biographie

### Études
Ancien élève des classes préparatoires littéraires, il est admis élève de l’École normale supérieure d’Ulm en 2002, puis diplômé de Sciences Po et titulaire d’un DEA de géographie spécialité « frontières ».

### Carrière politique

#### Débuts en politique
Conseiller ministériel dans les gouvernements de Jean-Pierre Raffarin puis de Dominique de Villepin, il commence sa carrière au cabinet de Michel Barnier, ministre des Affaires étrangères et européennes en 2005, puis devient conseiller de Xavier Bertrand, ministre de la Santé et des Solidarités de 2005 à 2007.
Il s’implique notamment dans la préparation du plan Alzheimer entre 2008 et 2012. En 2007, il devient conseiller du président du CSA Michel Boyon, ce qui est relevé par Le Canard Enchaîné comme un doute sur l’indépendance politique de cette institution.

#### Mandats locaux
En parallèle, Jean Spiri mène une carrière d’élu local, élu de 2008 à 2020 à Courbevoie (LR puis sans étiquette), élu sur les listes de Jacques Kossowki. Il est battu aux élections législatives de la 3e circonscription des Hauts-de-Seine en 2017. Il est conseiller régional d’Île de France de 2015 à 2021 pendant tout le premier mandat de Valérie Pécresse.

#### Lutte contre le sida
Il est engagé dans les questions de santé et de lutte contre le VIH/Sida. Il est ainsi co-ambassadeur du Plan « pour une Île-de-France sans Sida » avec Jean-Luc Romero-Michel. Il a succédé à ce dernier comme président de l’association CRIPS Île-de-France (Île de France prévention santé-sida), s’engageant notamment pour la diffusion de la Prep et la lutte contre les LGBTQ-phobies.

#### Soutien de Xavier Bertrand
Proche de Xavier Bertrand, il est cofondateur de son mouvement La Manufacture, dont il est secrétaire général. Il est décrit comme « la cheville ouvrière » du système Bertrand. Il participe ainsi activement à la campagne présidentielle de Xavier Bertrand, jusqu'à l'échec de ce dernier lors du congrès des Républicains de 2021.

#### Directeur de cabinet de Brigitte Macron
En novembre 2022, il est nommé directeur de cabinet de la Première dame de France, Brigitte Macron, en remplacement de Pierre-Olivier Costa, nommé à la tête du Mucem.
Selon le journal Libération, il pourrait cependant quitter ce poste quelques mois plus tard, après avoir été victime d'un malaise  dans la rue du Faubourg Saint-Honoré, à côté de l'Élysée, malaise suivi d'une amnésie partielle, qui serait lié à une situation d'anxiété et de fatigue assimilée à un « burn-out ». Dans un entretien accordé à L'Express, il confirme avoir été victime d'un ictus amnésique et dément les rumeurs, opportunément nourries, concernant l'origine alcoolique du malaise et une éventuelle démission.
Il quitte finalement son poste courant 2023.

### Carrière dans l'édition
En 2011, il rejoint le secteur privé, et est depuis 2020 secrétaire général d’Editis, 2e groupe d’édition français, filiale de Vivendi. Il y est responsable du Pôle littérature générale (Belfond, Bouquins, Julliard, Le Cherche Midi, NiL, Perrin, Plon, Presses de la Cité, Robert Laffont, Seghers, Séguier).
Jean Spiri est coauteur de plusieurs ouvrages : Citoyen des villes, citoyen des champs (Fayard 2012) avec Élise Vouvet et Alexandre Brugère, et Demain tous Estoniens (éditions 1014 2018) avec Violaine Champetier de Ribes.
Avec Volker Klostius, il a rédigé une nouvelle traduction et un nouvel appareil critique de Pan-Europa de Richard N. Coudenhove-Kalergi (1922), préface de Michel Barnier, paru aux éditions 1014 en 2019.
Entre janvier et octobre 2024, il est vice-président de la start-up Gleeph.

### Diplomatie
A compter de novembre 2024, il exerce comme diplomate en Afrique du Sud, au Lesotho et au Malawi, en tant que conseiller de coopération et d’action culturelle auprès de l’ambassadeur de France, David Martinon. Il dirige l’Institut français d’Afrique du Sud.

## Publications
- Jean Spiri, Élise Vouvet, Alexandre Brugère, Citoyen des villes, citoyen des champs, Fayard, 2012
- Jean Spiri, Violaine Champetier de Ribes, Demain tous Estoniens, éditions 1014, 2018
- Richard N. Coudenhove-Kalergi, Pan-Europa, 1014, 2019, préface de Michel Barnier, traduction et présentation de Volker Klostius et Jean Spiri  (ISBN 9782850710162)